# Dicranota reticularis
Dicranota reticularis är en tvåvingeart som beskrevs av Alexander 1960. Dicranota reticularis ingår i släktet Dicranota och familjen hårögonharkrankar. Inga underarter finns listade i Catalogue of Life.